# Henry Roughton Hogg
Henry Roughton Hogg (Stockwell (South London), 9 febbraio 1846 – 30 novembre 1923) è stato un aracnologo inglese.
Ha frequentato la Uppingham School dal 1859 al 1862, proseguendo gli studi al Christ's College di Cambridge, dove ha conseguito il bachelor nel 1868 e il master nel 1873. Subito dopo si è trasferito in Australia, iniziando a lavorare a Melbourne. Si sposò nel 1881 e nel 1900 tornò in Inghilterra nel quartiere londinese di Kensington.
Nell'ambito delle scienze naturalistiche, la sua passione era per i ragni; in modo particolare dei ragni dell'Australia e della Nuova Zelanda. Era tesoriere della Royal Society of Victoria, nonché membro delle Royal Society zoologica e botanica di Londra. Le sue collezioni di esemplari sono state lasciate in eredità al Natural History Museum di Londra.

## Taxa descritti
Di seguito, alcuni taxa descritti da Henry Roughton Hogg:
1. Atracidae Hogg, 1901, famiglia di ragni
2. Blakistonia Hogg, 1902, genere di ragni della famiglia Idiopidae
3. Cantuaria Hogg, 1902, genere di ragni della famiglia Idiopidae
4. Neosparassus Hogg, 1903, genere di ragni della famiglia Sparassidae
5. Exopalystes Hogg, 1914, genere di ragni della famiglia Sparassidae
6. Montebello tenuis Hogg, 1914, ragno appartenente alla famiglia Gnaphosidae
7. Poltys frenchi Hogg, 1899, ragno appartenente alla famiglia Araneidae
8. Cyrtarachne latifrons Hogg, 1900, ragno appartenente alla famiglia Araneidae

## Taxa denominati in suo onore
- Hoggicosa Roewer, 1960 (genere di ragni della famiglia Lycosidae)

## Opere e pubblicazioni
Di seguito l'elenco delle principali pubblicazioni aracnologiche:
- Hogg, H. R., 1900 - A contribution to our knowledge of the spiders of Victoria: including some new species and genera. Proceedings of the Royal Society of Victoria (N.S.) vol.13, pp.68-123 PDF
- Hogg, H. R., 1901 - On Australian and New Zealand spiders of the suborder Mygalomorphae. Proceedings of the Zoological Society of London vol.71(1): pp.218-279. PDF
- Hogg, H. R., 1902 - On some additions to the Australian spiders of the suborder Mygalomorphae. Proceedings of the Zoological Society of London vol.72(II, 1): pp.121-142, Pl. XIII. PDF
- Hogg, H. R., 1903a - On the Australasian spiders of the subfamily Sparassinae. Proceedings of the Zoological Society of London vol.72(II, 2, for 1902): pp.414-466. (pubblicato nell'aprile 1903, come riferito nella pubblicazione di Duncan del 1937)
- Hogg, H. R., 1906 - On some South Australian spiders of the family Lycosidae. Proceedings of the Zoological Society of London vol.76 (II, 2, è del 1905), pp.569-590. (pubblicato il 5 aprile 1906, come riferito nella pubblicazione di Duncan del 1937) PDF
- Hogg, H. R., 1912 - Araneidae of the Clark Expedition to northern China. In: Clarck, R. S. & A. de C. Sowerby (eds.) Through Shên-kan. London, pp.204-218. PDF
- Hogg, H. R., 1914b - Spiders from the Montebello Islands. Proceedings of the Zoological Society of London 1914, pp.69-92 PDF
- Hogg, H. R., 1918 - Arachnida. Part I. Araneae (Spiders). In: British Antarctic "Terra Nova" Expedition, 1910. British Antarctic ("Terra Nova") Expedition, 1910, Natural History Reports, Zoology vol.3(6), pp.163-173. PDF